# Mehrak (ort i Iran)
Mehrak (persiska: مهرک, Rūd-e Mardak) är en ort i Iran.   Den ligger i provinsen Khorasan, i den östra delen av landet, 800 km öster om huvudstaden Teheran. Mehrak ligger 1 697 meter över havet och antalet invånare är 202.
Terrängen runt Mehrak är huvudsakligen kuperad, men söderut är den platt. Runt Mehrak är det glesbefolkat, med 12 invånare per kvadratkilometer. Närmaste större samhälle är Zohān, 4,2 km öster om Mehrak. Trakten runt Mehrak är ofruktbar med lite eller ingen växtlighet.